# Notteryd
Notteryd este o arie protejată (arie specială de conservare — SAC, sit de importanță comunitară — SCI) din Suedia întinsă pe o suprafață de 257,7 ha, integral pe uscat.

## Localizare
Centrul sitului Notteryd este situat la coordonatele 56°55′04″N 14°53′04″E / 56.9179°N 14.8845°E.

## Înființare
Situl Notteryd a fost declarat sit de importanță comunitară în mai 2001 pentru a proteja 1 specie de plante și 1 specie de animale. Situl a fost protejat și ca arie specială de conservare în martie 2011.

## Biodiversitate
Situată în ecoregiunea boreală, aria protejată conține 6 habitate naturale: Cursuri de apă de la nivel de câmpie la nivel montan, cu vegetație Ranunculion fluitantis și Callitricho-Batrachion, Taiga vestică, Mlaștini împădurite, Mlaștini turboase de tranziție și turbării mișcătoare, Fânețe de joasă altitudine (Alopecurus pratensis, Sanguisorba officinalis), Ape stătătoare oligotrofe până la mezotrofe, cu vegetație de Littorelletea uniflorae și/sau de Isoëto-Nanojuncetea.
La baza desemnării sitului se află mai multe specii protejate:
- plante (1): Buxbaumia viridis
- nevertebrate (1): libelule (Leucorrhinia pectoralis)